# Classe Abercrombie
A Classe Abercrombie foi uma classe de navios encouraçados do tipo Monitor que foram usados pela Marinha Real Britânica.

## Navios na classe
| Nº na amurada | Nome        | Estaleiro         | Lançamento          | Fatalidade                                                            |
| ------------- | ----------- | ----------------- | ------------------- | --------------------------------------------------------------------- |
| M1            | Abercrombie | Harland and Wolff | 15 de abril de 1915 | Dado como reparação após o armistício e depois desmanchado em 1927.   |
| M2            | Havelock    | Harland and Wolff | 29 de abril de 1915 | Vendido para desmanche em 1921, desmanchado em 1927.                  |
| M3            | Raglan      | Harland and Wolff | 29 de abril de 1915 | Afundado durante a Batalha de Imbros, janeiro de 1918.                |
| M4            | Roberts     | Swan Hunter       | 15 de abril de 1915 | Usado como draga após a Primeira Guerra Mundial, desmanchado em 1936. |